# Louis Latouche
Louis Latouche est un peintre marchand de couleurs, encadreur, marchand de tableaux, né  le 29 septembre 1829 à La Ferté-sous-Jouarre et mort le 24 août 1883 à l'hôpital de Saint-Dié-des-Vosges. Ami et fournisseur des peintres avec lesquels sa femme, Madame Latouche, négociait, il avait installé sa boutique au coin de la rue Laffitte et de la rue La Fayette.
Il a été toute sa vie l'ardent défenseur du mouvement impressionniste.

## Le personnage

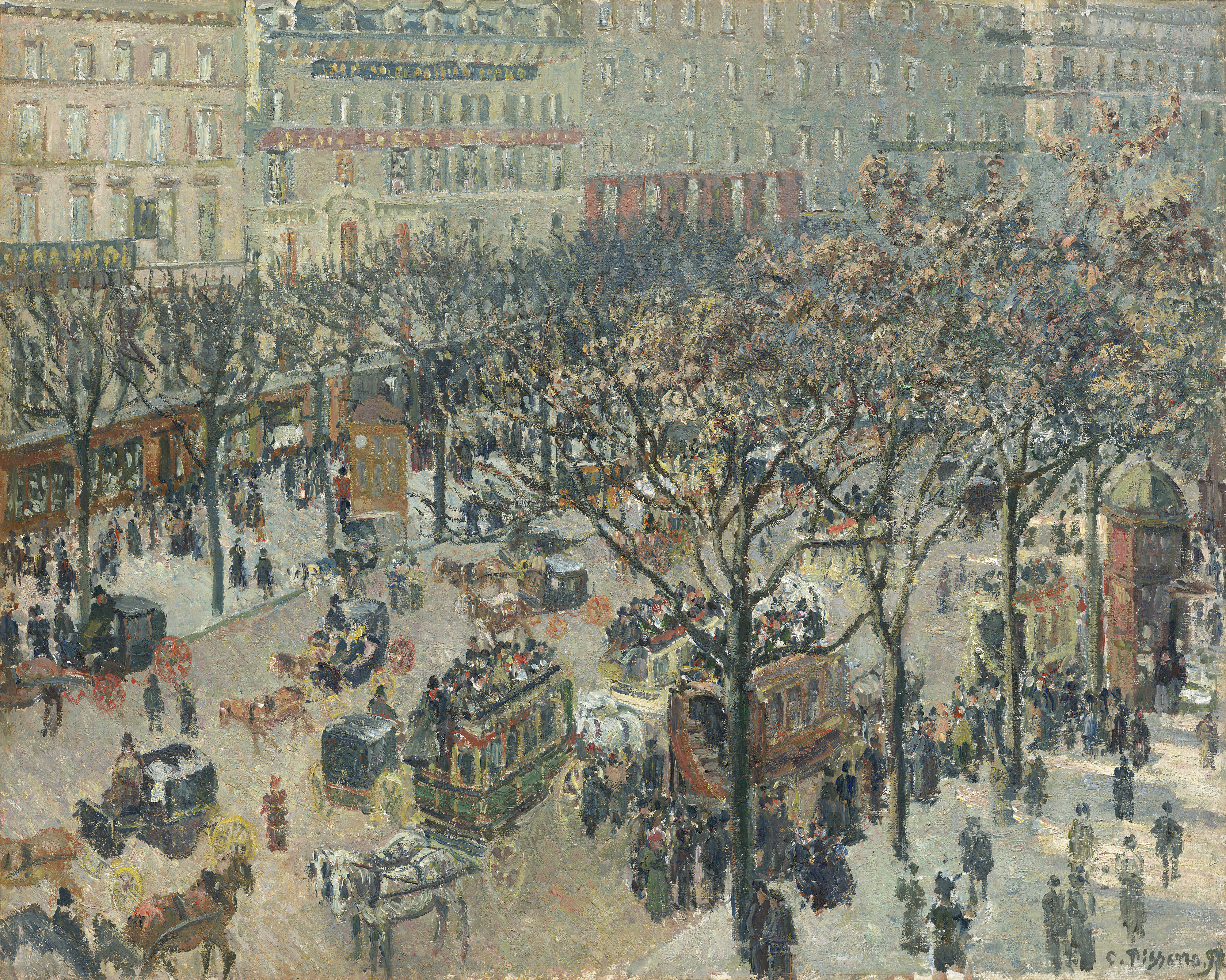
Camille Pissarro « Boulevard des Italiens », National Gallery of Art.

Louis Latouche a pour clients Camille Pissarro, Paul Gachet, Amand Gautier qui sont aussi ses amis. Il se rend souvent à Berck avec eux. Il soutient les jeunes peintres, expose leurs tableaux, les réunit le soir chez lui. Et il leur montre aussi ses œuvres. C'est chez lui que naît l'idée d'un nouveau salon des refusés, soutenue par Alfred Sisley, Camille Pissarro, Frédéric Bazille, Auguste Renoir qui déposent une pétition en 1867.
Il est parfois surnommé le « Père Latouche » en référence au Père Tanguy et à un autre marchand : le Père Martin qui est un voisin, rue Laffitte.
De 1871 à 1872, Latouche achète plusieurs Vue de Hollande à Monet et dès 1874, il participe à la première exposition impressionniste chez Nadar où il expose aussi ses propres tableaux. Mais dès que Durand-Ruel prend de l'importance, il cesse d'exposer chez lui  pour se consacrer aux expositions d'autres peintres chez Durand-Ruel qui est alors très affaibli par la maladie, et pour qui l'exposition de 1876 a été un fiasco.
Le magasin de Latouche est situé dans ce qui tient lieu  de quartier général de la peinture de 1870 à 1900 : un espace qui va de la rue Lafitte à la rue Le Peletier. Ceci permet aux peintres, collectionneurs et critiques qui fréquentent les cafés du boulevard des Italiens, de se tenir au courant des nouveautés.

## Le peintre

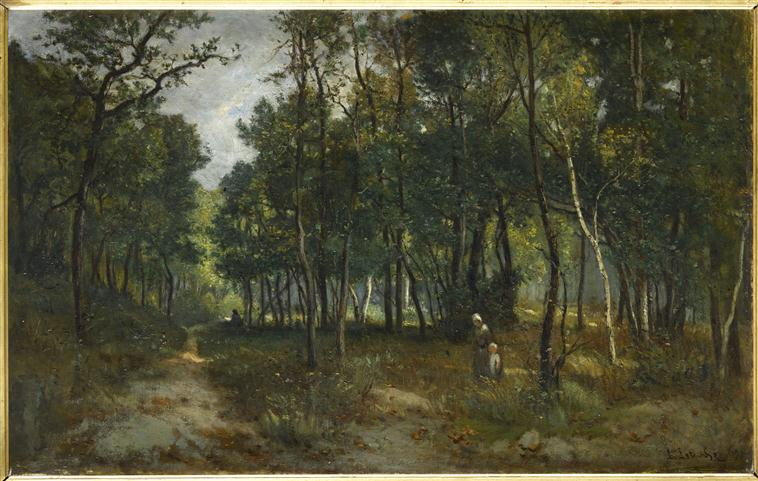
Louis Latouche (1829–1883) Sous bois aux personnages, 1869. Huile sur toile, 0,45 x 70 cm. Collection : Ville de Fontainebleau.

Dès 1866, et les années suivantes, Latouche expose au Salon avec des paysages de banlieue de Paris ou du bord de mer. Approche de l'orage à la pointe de l'île de Saint-Ouen (1868), Le cours d'eau, effet du matin (1869), Le Pont d'Asnières (1870), La Seine à Asnières 1870, Marée basse à Berck 1871, La Mer à Cayeux (1876), Départ pour la pêche soleil couchant (1880).
Il ne présente plus de tableaux à l'exposition de 1876 chez Durand Ruel, ni aux expositions suivantes 
À la Première exposition des peintres impressionnistes de 1874 chez Nadar, il présente Clocher de Berck (n°67), Vue des quais, Paris (n°68), La Plage, marée basse,à Berck (n°69), Sous bois (n°70). Les numéros 71, 72 et 73 sont inscrits manquants dans le livret de l'exposition .
Lionello Venturi  définit le style de Latouche comme « proche de Sisley, Monet, et Pissarro. »

## Le marchand
Latouche est parmi les premiers, avec le père Martin, à acheter les œuvres des peintres de l'École de Barbizon à un moment où ceux-ci étaient rejetés de tous. Peu ambitieux, mais doué d'un goût très sûr, il est  surtout le premier à attirer l'attention sur Monet, auquel il achète des toiles  qu'il place  dans sa vitrine, notamment une Vue de paris (1867). En 1875, lors de la vente organisée par Renoir, Berthe Morisot, Monet, et Sisley à l'Drouot, Latouche achète Paysage d'hiver  de Monet pour 280 francs.
Lorsque Louis Latouche mourut en 1883, sa femme continua à gérer seule le magasin jusqu'en 1887. Les impressionnistes, ainsi que Paul Gauguin et Vincent van Gogh, faisaient tendre et encadrer leurs toiles chez Latouche. Lorsque Vincent se rendait à la galerie de son frère Théo, il passait rue Laffitte, à l'angle de la rue Lafayette.